# Andrei Schakirow
Andrei Schakirow (russisch Андрей Шакиров; * 3. Februar 1960) ist ein ehemaliger sowjetischer Skispringer.

## Werdegang
Schakirow startete für die Sowjetunion bei den Olympischen Winterspielen 1980 in Lake Placid. Von der Normalschanze erreichte er mit Sprüngen auf 61 und 63,5 Meter den 46. Platz. Von der Großschanze gelang ihm eine leichte Verbesserung, so dass er nach Sprüngen auf 96,5 und 90 Metern den 39. Platz.